# シカマイア
シカマイア（Shikamaia）は古生代ペルム紀に生息していた大型の二枚貝の属。全長約1メートルに達し、光合成細菌もしくは化学合成細菌からエネルギーを得ていたと推測される。

## 歴史
「日本の古生物学発祥の地」「化石研究のメッカ」とも言われる岐阜県の金生山で初めて発見された。名前は古生物学者の鹿間時夫博士にちなむ。その形態と化石の保存状態から、記載当時の分類は不明であったが、後に大型の二枚貝とされ、アラトコンカ科という絶滅した科に含まれるようになった。

## 生息年代と生息域
日本ではペルム紀前期クングーリアンからペルム紀中期キャピタニアンの範囲で生息しており、日本のほかはマレーシアからも化石が知られる。もしAlatoconcha属が本属に含まれるならば生息域はアフガニスタンにまで広がる。アラトコンカ科自体の生息年代はペルム紀前期アーティンスキアンからペルム紀中期キャピタニアンの範囲にあり、クロアチア、チュニジア、オマーン、イラン、タイ、フィリピン、中国南部やアラスカまで、世界的に浅い海に分布していた。

## 形態
著しく圧縮された笹の葉状の殻の形態が特徴的で、S. akasakaensisの場合全長は1メートルに達し、全長1.6メートル近くと推測された場合もある。これは全長3メートルと推測される白亜紀のPlatyceramusや幅2メートルほどになった厚歯二枚貝類のTitanosarcolitesに劣るものの、依然として古生代では最大級の二枚貝である。殻の腹側にはレンズ状の隙間があり、ここから軟体部を出し入れすることが可能であったとみられている。

## 分類
Shikamaia属はウグイスガイ目アラトコンカ科に含まれる。同科には他にAlatoconcha、Dereconcha、Saikraconcha属を含み、そのうちAlatoconcha属はShikamaia属の亜属とする説もある。また、Tanchintongia属についてはShikamaia属の亜属もしくはシノニムとされる。

## 古生態学

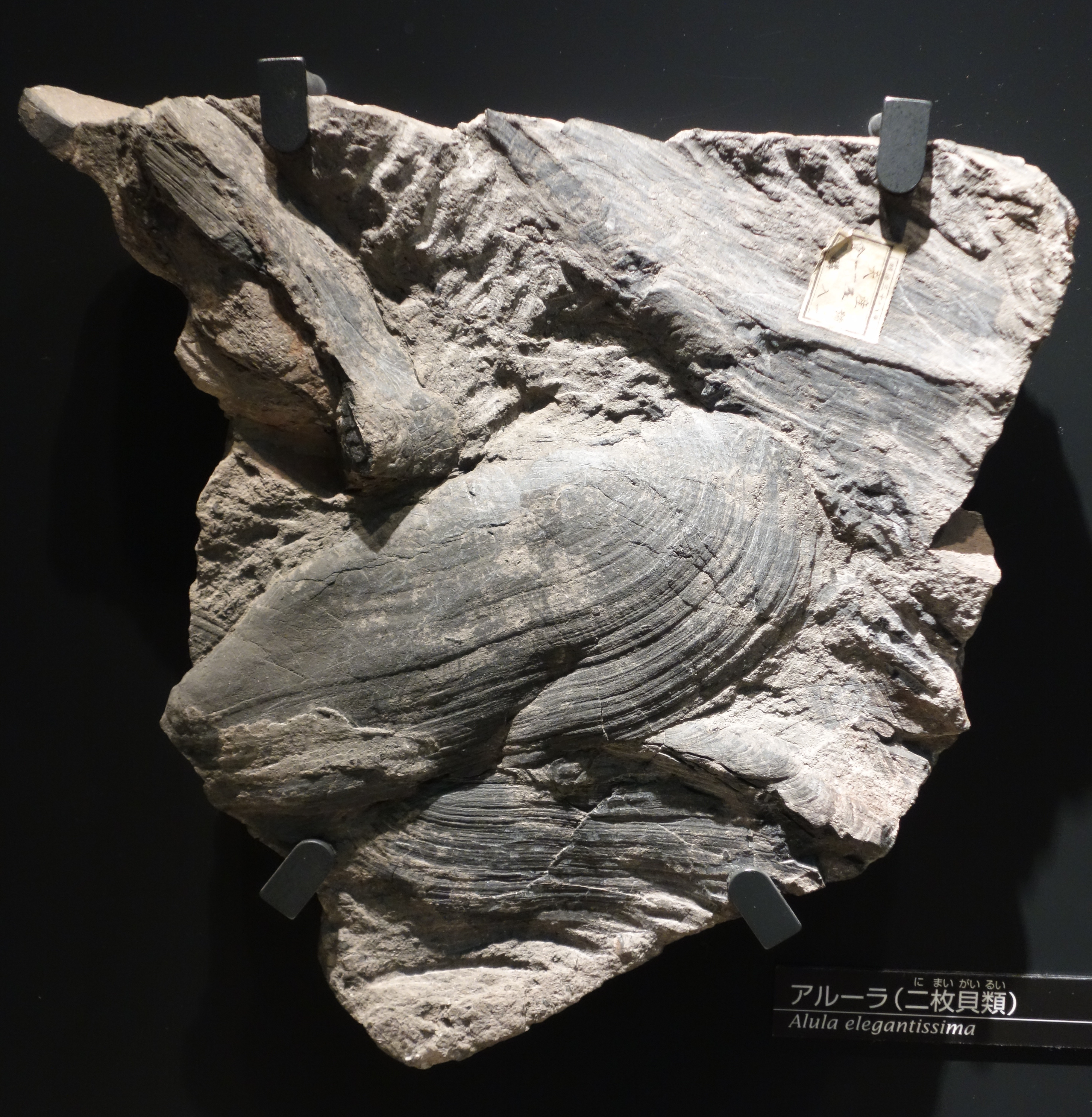
S. akasakaensisと同所的に知られる二枚貝、Alula elegantissima

シカマイアが生息したとされる水深が有光層の範囲にあることから、形態が類似するリュウキュウアオイ（Corculum cardissa）と同じように体内に光合成細菌を共生させ、エネルギーを得ていたと推測されていたが、殻は不透明であり、光を通すことはできなかったとされる。化石が知られる石灰岩が黒色石灰岩であることから、生息域は硫化水素に富んでいたと考えられ、殻の隙間から硫化水素を取り込み、硫黄酸化細菌からエネルギーを得ていたのではないかという説が出されている。S. akasakaensisが知られる金生山の赤坂石灰岩からは、他にも大型のEuconospira属の未命名種、殻長18cmにも及ぶBellerophon jonesianus、殻幅25cmに達するNipponomaria yokoyamai、殻長40cmに達するAkasakiella yabeiのような複数の大型の腹足類、殻幅24cmに達する二枚貝Alula elegantissima、殻の直径25cmに達するオウムガイに近縁の頭足類Coelogasteroceras giganteum、殻長30cmに達する史上最大種Prodentalium onoiを含む複数のツノガイ、茎の直径8cmに達する巨大なウミユリなど動物相が知られ、特に底生動物が大型化していることが特徴的である。このことから金生山のあった地域の古環境は富栄養であり、シカマイアが光合成や化学合成に頼らずとも大きなサイズを維持できたという可能性も否定できない。
また、S. akasakaensisにおいてはいくつかの成長段階が知られており、成長に従って殻の後部および軟体部の収納域が伸長していった。

## 絶滅
シカマイア含むアラトコンカ科は、ペルム紀中期キャピタニアンの絶滅イベントによって絶滅したと推測されている。Kamura eventと呼ばれる事変により、一時的に海水温が低下し、共生していた微生物が死滅したことにより絶滅したとされるが、Kamura eventの発生自体を疑問視し、むしろ海水温の急激な変動や、海洋酸性化および低酸素化が絶滅の原因だったのではないかという説も出されている。